# مارگریتا
مارگریتا (به انگلیسی: Margherita) یک منطقهٔ مسکونی در هند است که در بخش تینسوکیا واقع شده‌است. مارگریتا ۲۶٬۹۱۴ نفر جمعیت دارد و ۱۶۲ متر بالاتر از سطح دریا واقع شده‌است.